# Норма (опера)
„Норма“ (на италиански: Norma) е опера на италианския композитор Винченцо Белини, лирична трагедия, поставена за първи път на 26 декември 1831 година в театъра „Ла Скала“ в Милано.
1831 г. е година на голям патриотичен подем в Италия. През същата година Джузепе Мацини основава тайната организация „Млада Италия“, изиграла голяма роля за освобождението на страната. Патриотичните настроения обхващат и Винченцо Белини и особено неговия постоянен либретист Феличе Романи. Първоначално Романи предлага на композитора да напишат опера върху сюжета на популярната драма „Ернани“ от Виктор Юго, но впоследствие се отказват и се пренасочват към трагедията на Александър Суме и Белмонте „Норма“, в която патосът на освободителната борба и ненавистта към покорителите отговарят на настроенията им.
Известно е, че композиторът взима активно участие в създаването на либретото, включително прави промени в някои от сцените и изисква от либретиста да нанася съответните поправки. Запазена е обширна кореспонденция между Белини и Романи от това време, от която стават известни много подробности по процеса по създаване на операта. Белини написва операта си за необикновено кратък срок за него – четири месеца.
„Норма“ е смятана за един от образците на жанра белканто, като най-известна е сопрановата ария от първо действие „Casta diva“. Първото й изпълнение е на 26 декември 1831 г. в миланския театър „Ла Скала“. То преминава без особен успех, но затова пък второто представление предизвиква истински фурор. Скоро „Норма“ става една от най-популярните опери.
Известни изпълнители на главната роля, смятана за една от най-трудните в сопрановия репертоар, в годините след средата на XX век са Мария Калас, Джоан Съдърланд, Монсерат Кабайе. В центъра на сюжета е дъщерята на галски жрец, влюбила се против волята на баща си в римлянин.